# Список людей, які загинули під час сходження на восьмитисячники

## Фототека

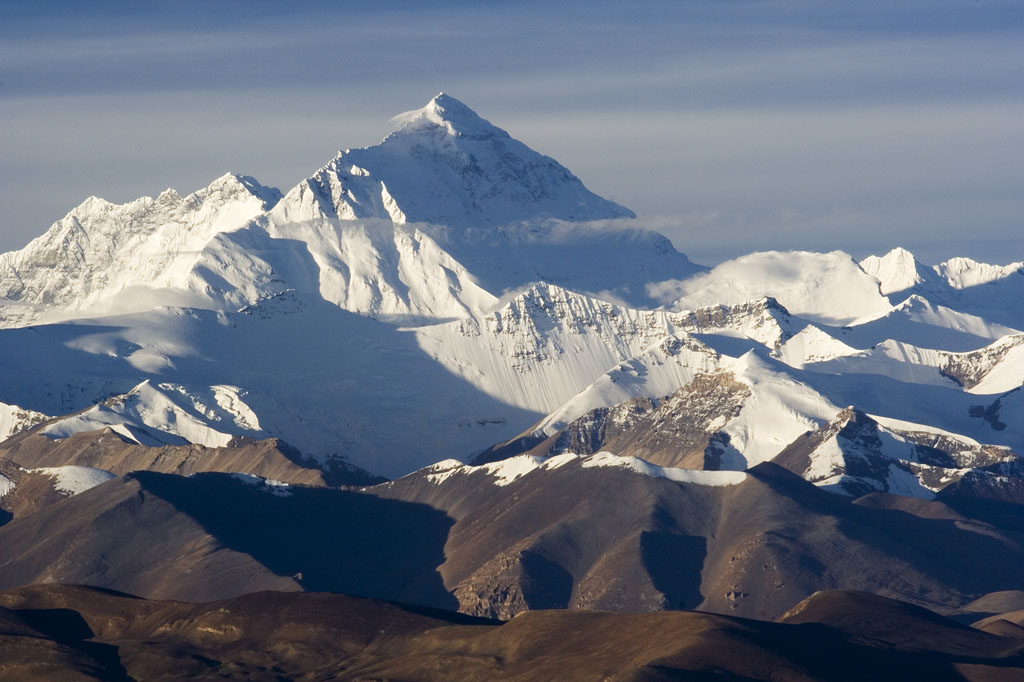
Еверст/Джомолунгма
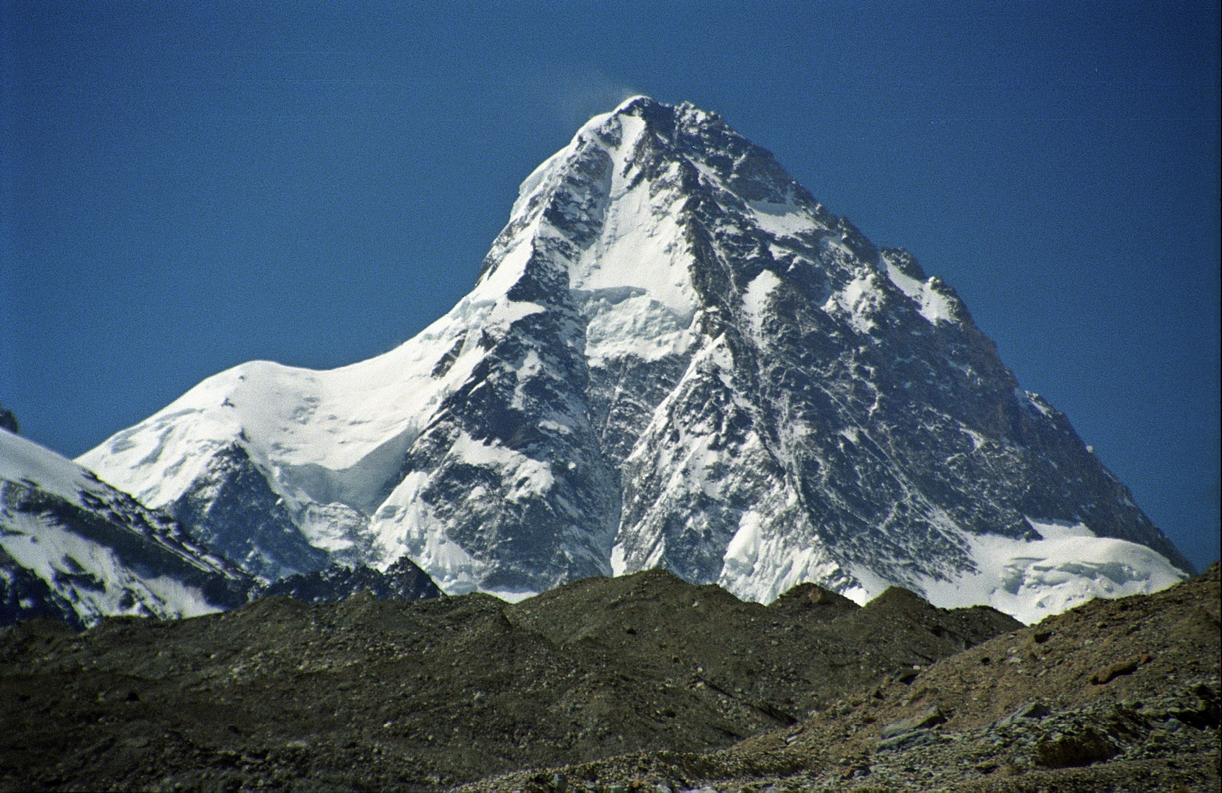
К2/Чогорі
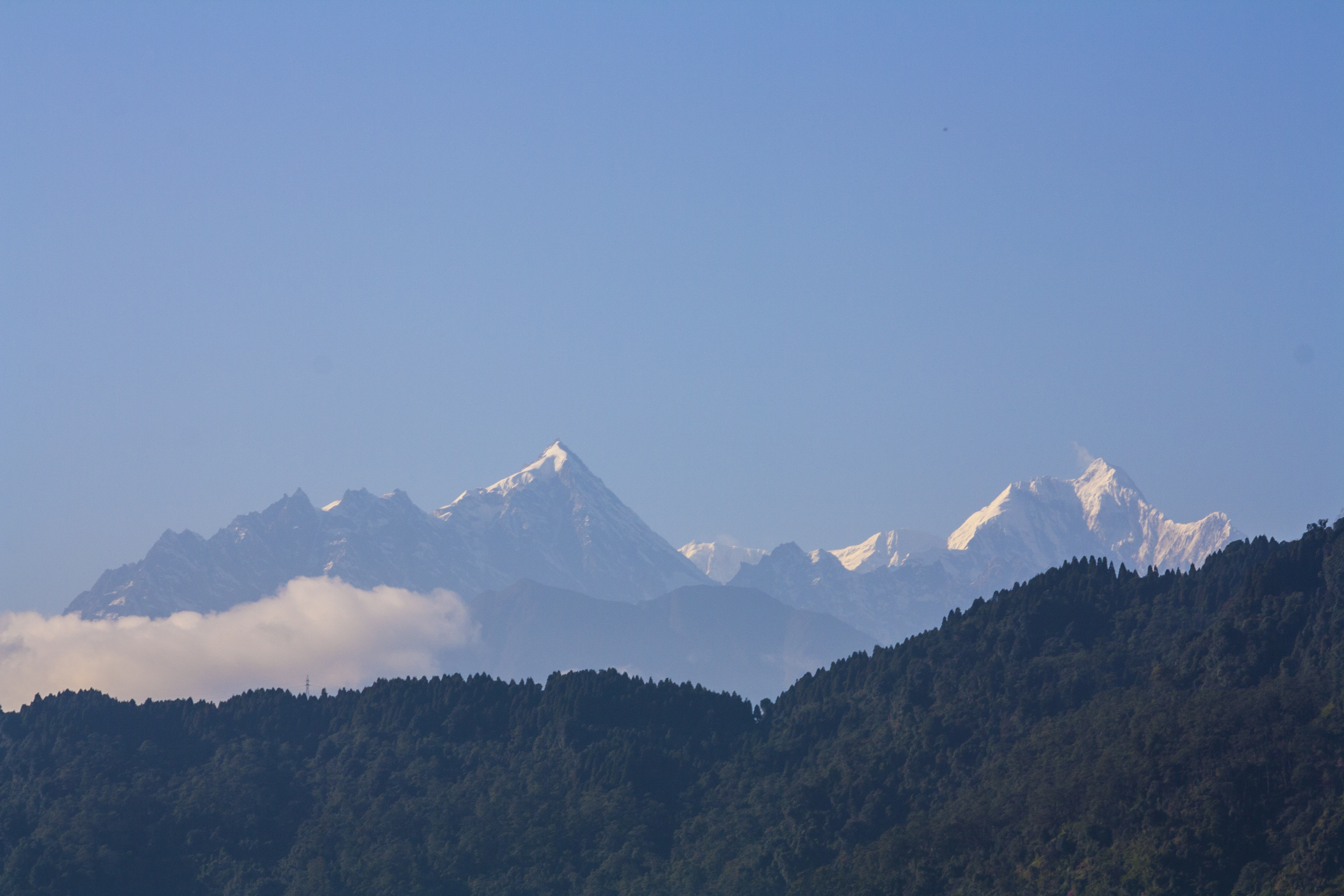
Канченджанга
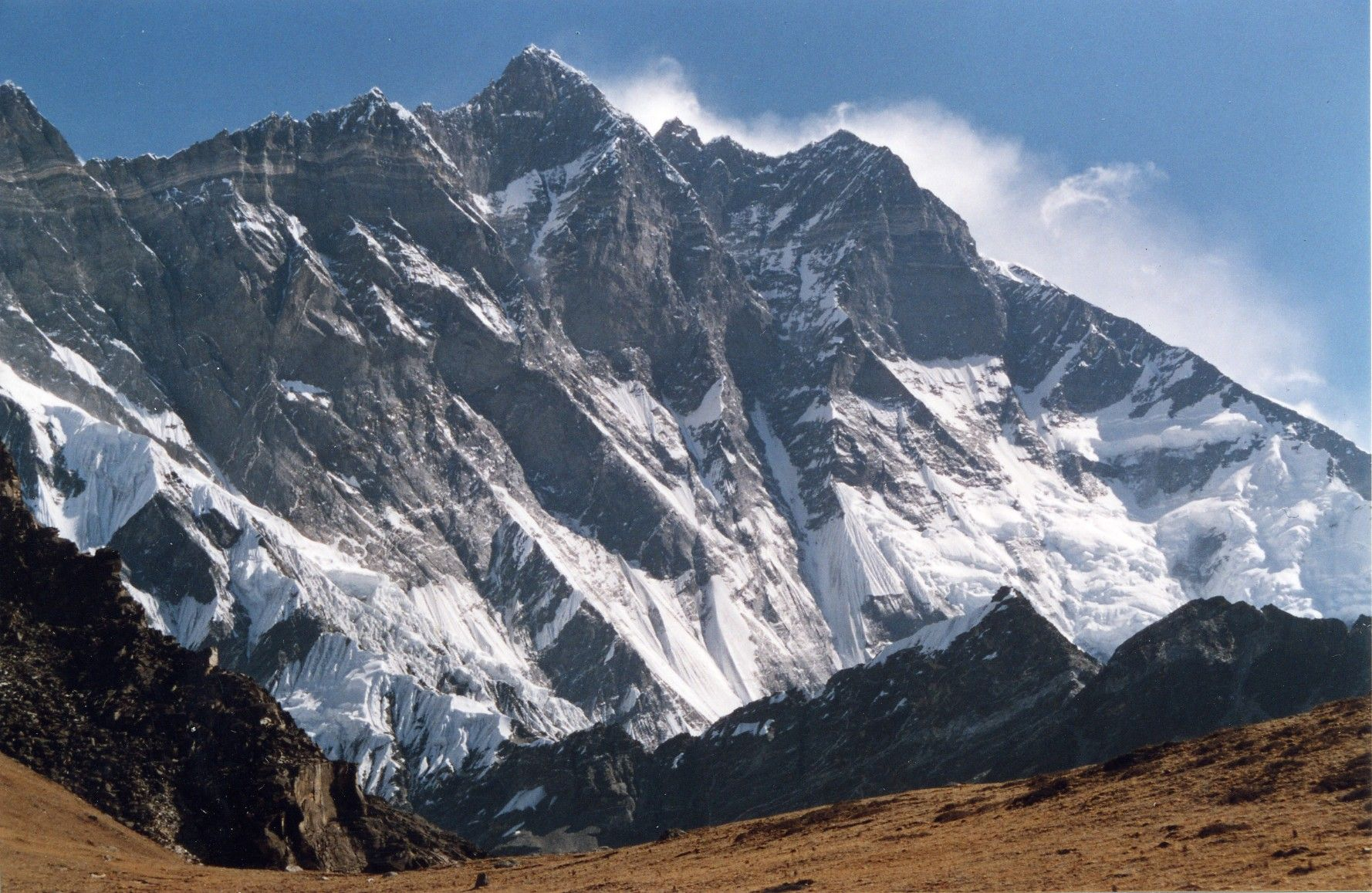
Лхоцзе
Макалу
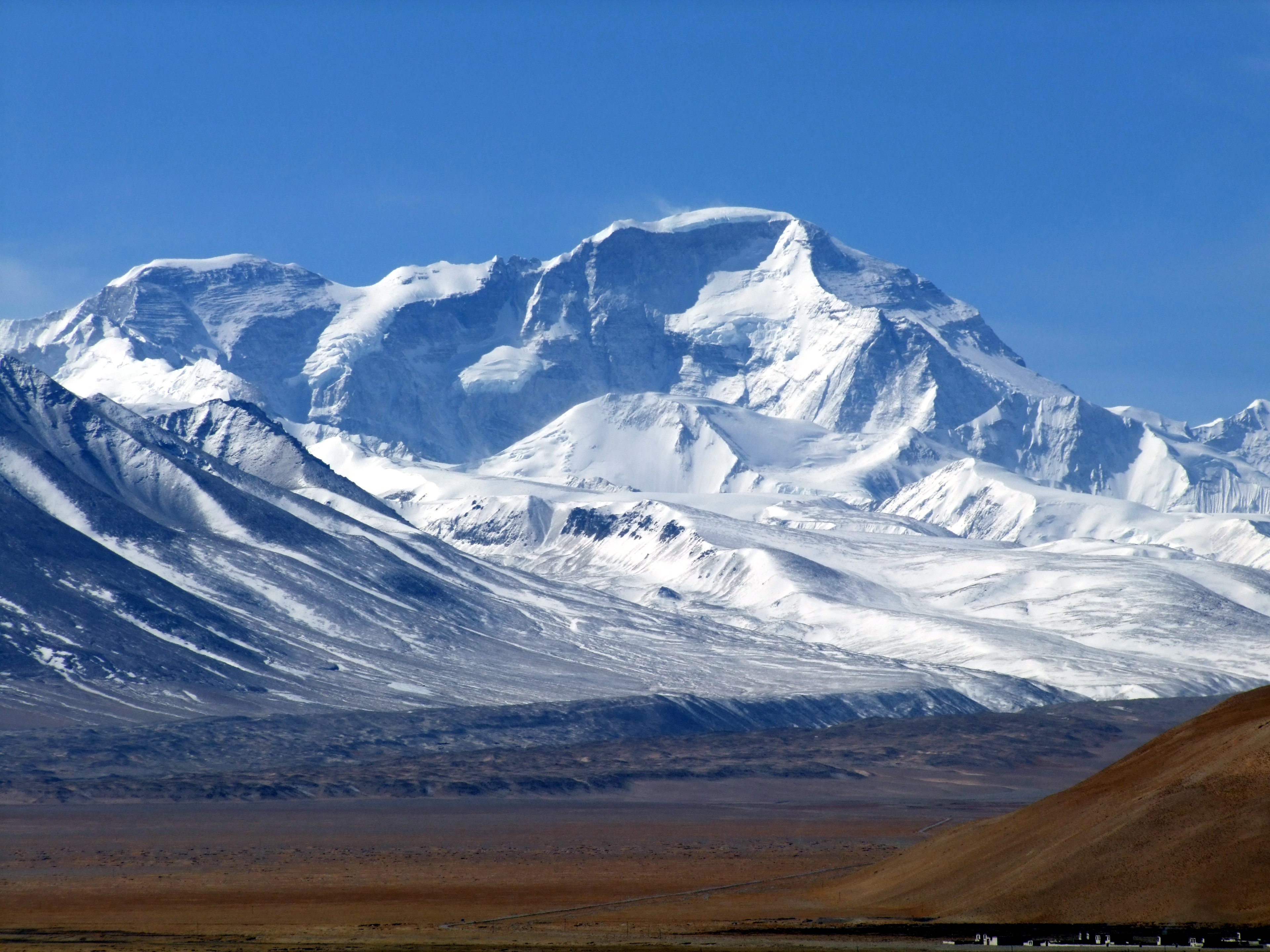
Чо-Ойю
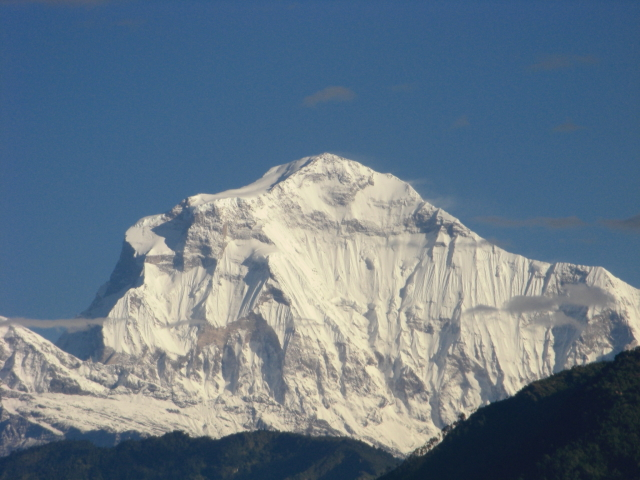
Дхаулагірі
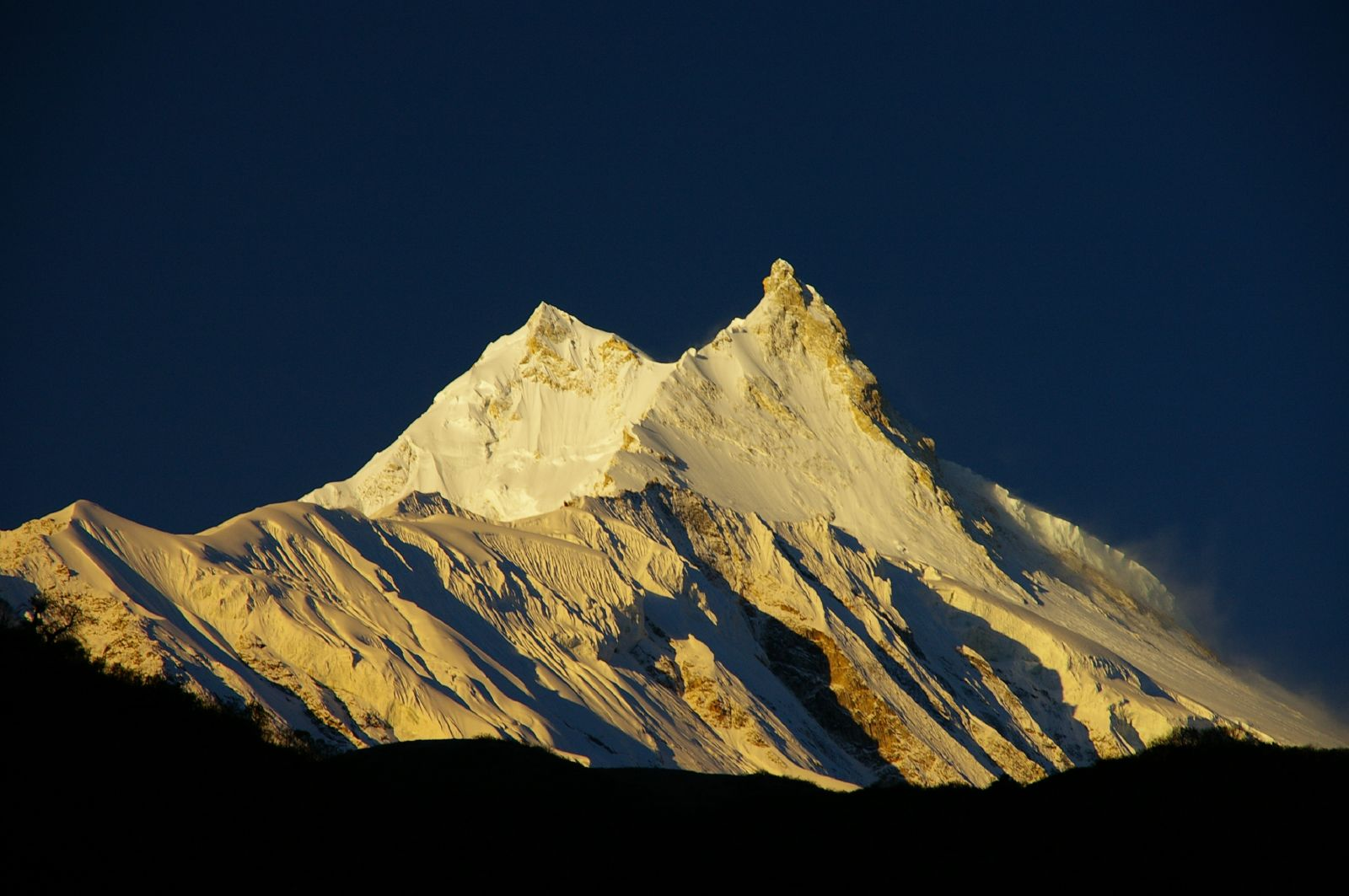
Манаслу
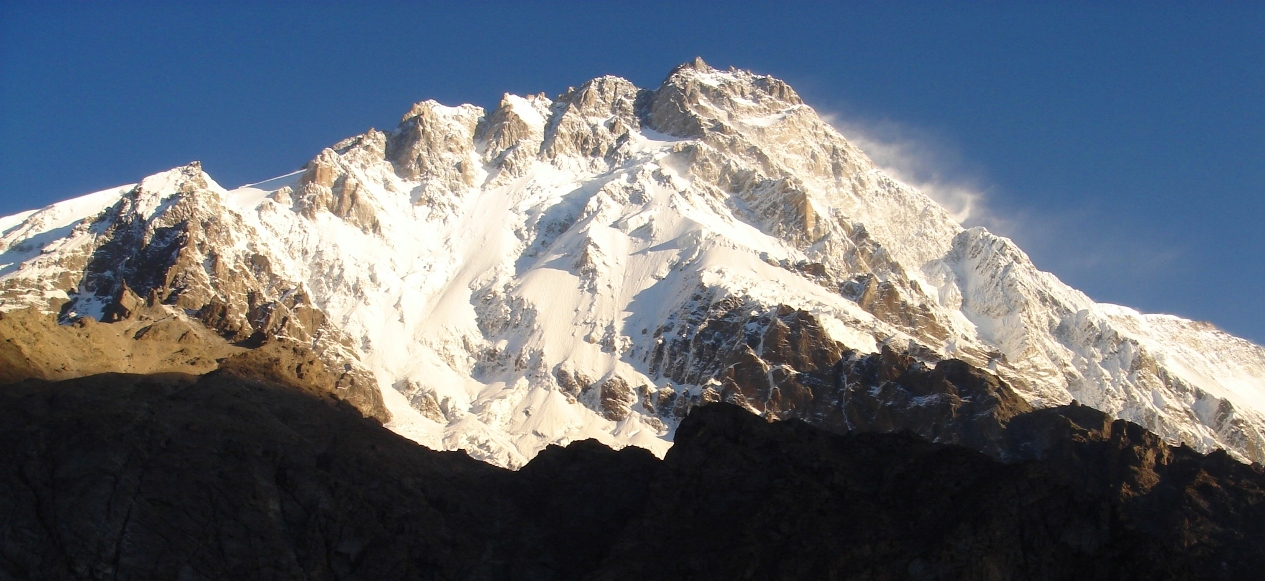
Нангапарбат
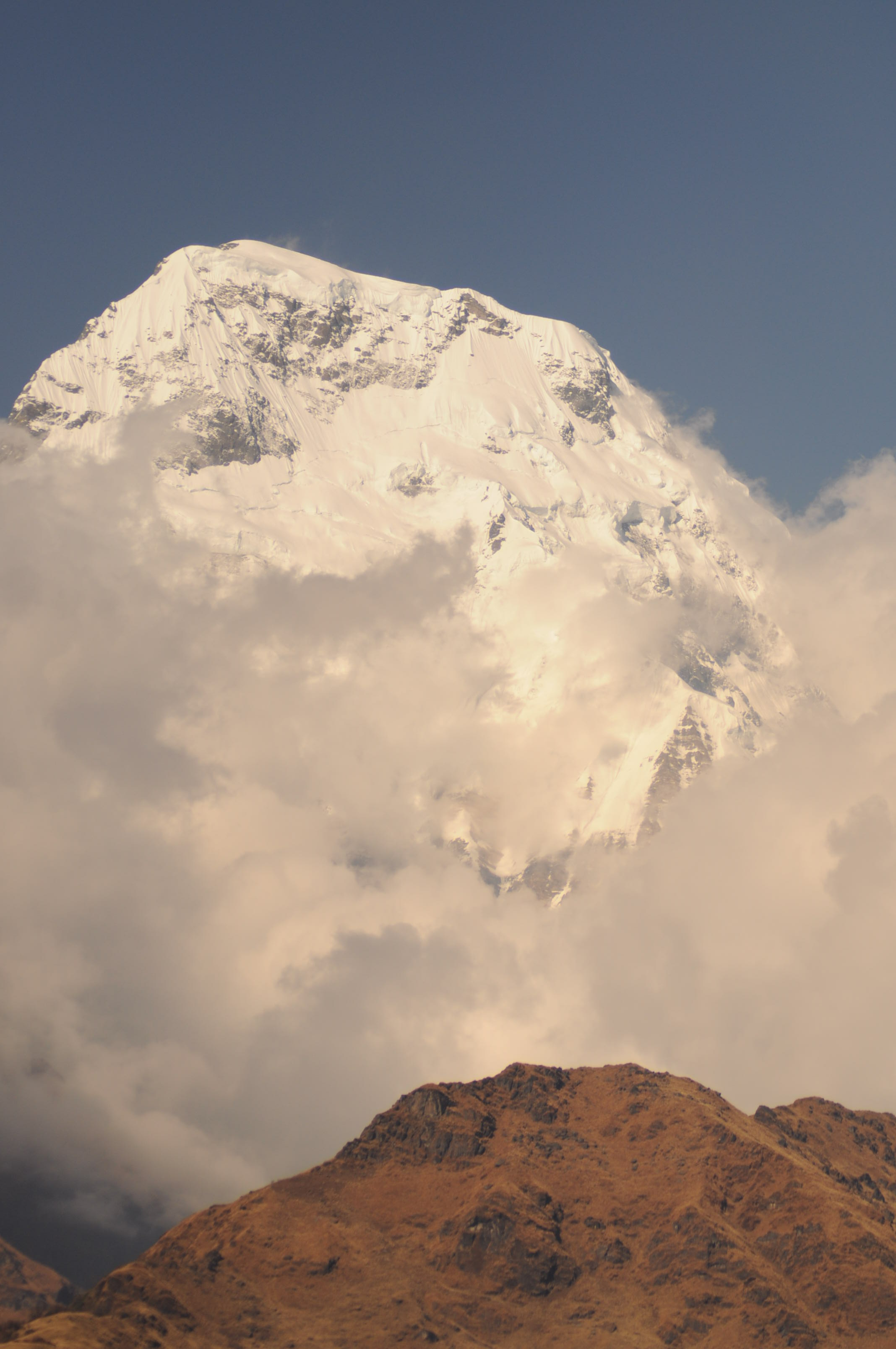
Аннапурна
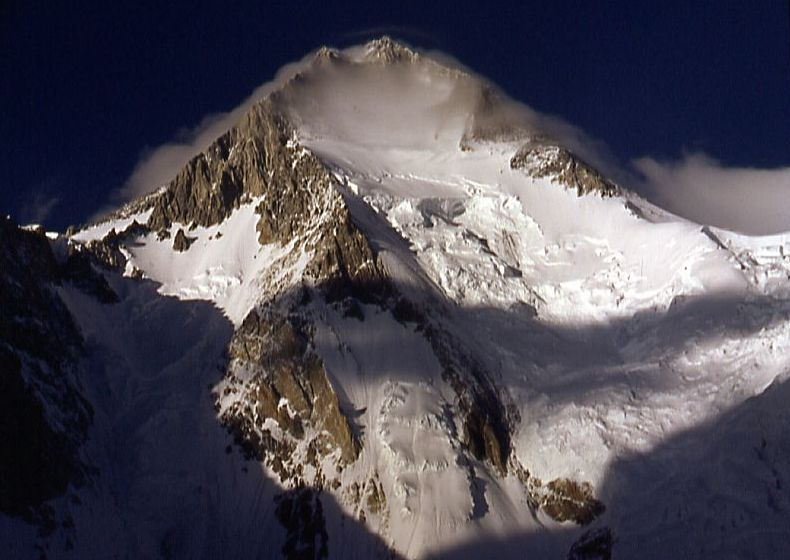
Хідден-пік
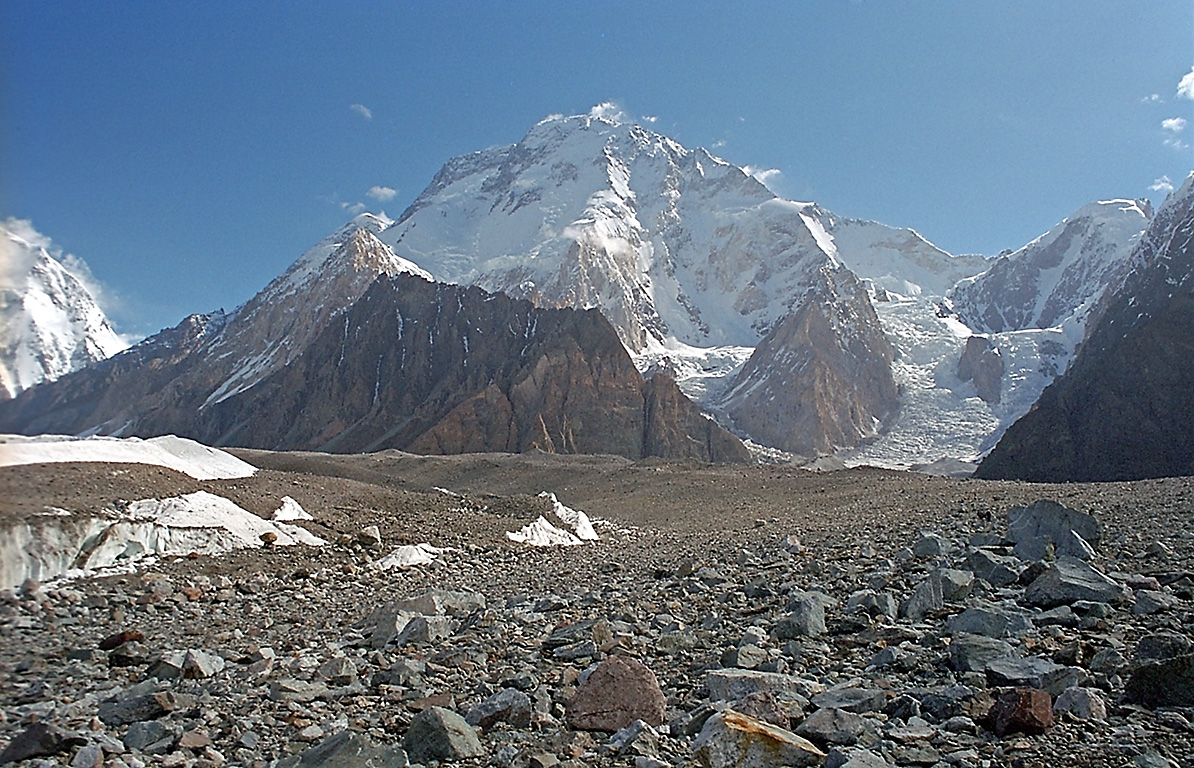
Броуд-пік
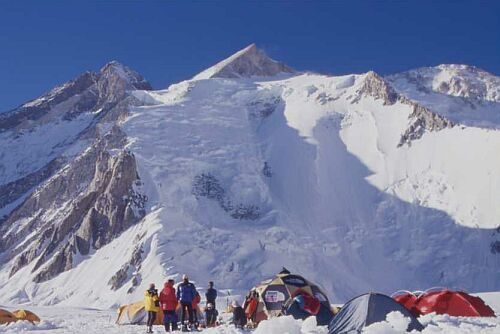
Гашербрум ІІ
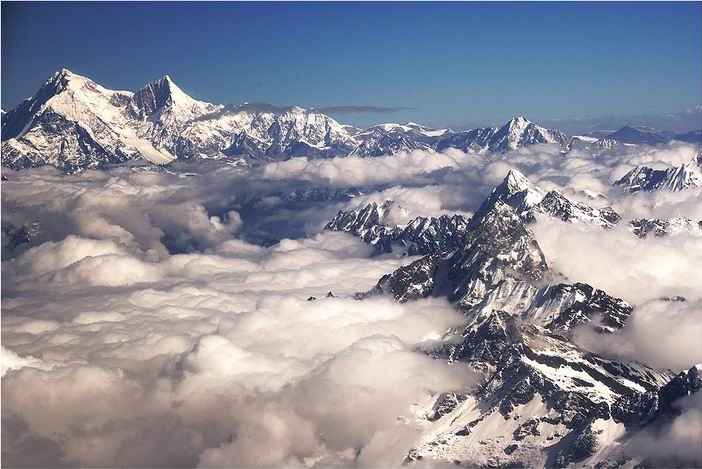
Шишабангма